# World Invasion: Battle Los Angeles
World Invasion: Battle Los Angeles er en amerikansk science-fiction krigsfilm fra 2011 instrueret af Jonathan Liebesman og med Aaron Eckhart, Michelle Rodriguez, Michael Peña, Ne-Yo, Ramon Rodriguez og Bridget Moynahan i hovedrollerne. Filmen blev udgivet i marts 2011 og foregår 11. august 2011 i Los Angeles. Den følger en deling af US Marines under en verdensomspændende invasion af rumvæsner. Begivenhederne i filmen er inspireret af Battle of Los Angeles, et formodet luftangreb i byen under Anden verdenskrig, som viste sig at være en falsk alarm forårsaget af flere uidentificerede objekter.

## Medvirkende
- Aaron Eckhart: Michael Nantz
- Michelle Rodriguez: Elena Santos
- Will Rothhaar: Lee Imlay
- Bridget Moynahan: Michele Martinez
- Jim Parrack: Peter Kerns
- Adetokumboh M'Cormack: Jilbril Adukwu
- Nzinga Blake: Harmonie Adukwu
- Michael Peña: Joe Rincon
- Lucas Till: Scott Grayston
- Ne-Yo: Kevin Harris
- James Hiroyuki Liao: Steven Mottola
- Joey King: Kirsten